# Cyrille Javary
Cyrille Javary, né en 1947, est un sinologue français, écrivain et conférencier sur la culture chinoise

## Biographie
Cyrille Javary étudie le chinois à partir de 1975 à l'université de Vincennes et  effectue un séjour à Taiwan entre 1979 et 1981.
Il a été formateur d'hommes d'affaires à la collaboration et la négociation avec des partenaires asiatiques, rattaché au groupe "Lotus Bleu".
Il a écrit une quinzaine d'ouvrages sur la pensée et la culture chinoises.

## Œuvres
- Le Yi Jing : le grand livre du yin et du yang, Paris ; Montréal, éd. du Cerf ; éd. Fides, coll. « Bref » (no 20), 1989, 127 p., 19 cm (ISBN 2-204-04032-0 et 2-7621-1461-6, BNF 35056731)

- Cyrille J.-D. Javary, Le Yi King mot à mot, Paris, Albin Michel, 1994, 72 p. Il s'agit d'une traduction du Yijing « à des fins pratiques et intellectuelles »[3]..

- Cyrille J.-D. Javary (éd.), Les mutations du Yi King, Paris, Albin Michel, 1994, 408 p. Il s'agit d'un ensemble de réflexions au sujet du Yijing, avec aussi des parties techniques[4]..

- Dans la Cité pourpre interdite : promenade yin-yang (ill. Patrice Serres), Arles, éd. Philippe Picquier, coll. « Écrits dans la paume de la main », 16 février 2001, 142 p., 16 (ISBN 2-87730-532-5, BNF 37708239)
  - Dans la Cité pourpre interdite : promenade yin-yang (ill. Patrice Serres), Arles, éd. Philippe Picquier, coll. « Picquier poche », 3 septembre 2009, 157 p., 17 (ISBN 978-2-8097-0132-6, BNF 42045850)

- Les Rouages du Yi Jing : éléments pour une lecture raisonnable du Livre des changements, Arles, éd. Philippe Picquier, coll. « Écrits dans la paume de la main », 27 novembre 2001, 131 p., 16 cm (ISBN 2-87730-563-5, BNF 38848676)
  - Les Rouages du Yi Jing : éléments pour une lecture raisonnable du Classique des changements, Arles, éd. Philippe Picquier, coll. « Picquier poche », 16 février 2009, 169 p., 17 cm (ISBN 978-2-8097-0075-6, BNF 41429595)Le sous-titre a subi une légère modification par rapport à la première édition de 2001.

- Yi Jing : le livre des changements, Paris, éd. Albin Michel, 6 février 2002, 1065 p., 22 cm (ISBN 2-226-11713-X, BNF 38808441)
  - Cyrille J.-D. Javary (traduction et présentation) et Pierre Faure (traduction et présentation), Yi Jing : le livre des changements, Paris, éd. Albin Michel, février 2012, 2e éd., 1065 p., 22 cm (ISBN 978-2-226-23930-3, BNF 42616253)

- Le Discours de la tortue : découvrir la pensée chinoise au fil du Yi Jing, Paris, éd. Albin Michel, 15 octobre 2003, 669 p., 21 cm (ISBN 2-226-13158-2, BNF 39070585)

- Confucius et Cyrille J.-D. Javary (présentation et choix des textes), Paroles de Confucius, Paris, éd. Albin Michel, coll. « Carnets de sagesse », 5 octobre 2005, 53 p., 22 cm (ISBN 2-226-14897-3, BNF 40076107)

- Fan Zeng (peintre et calligraphe) et Cyrille J.-D. Javary (présentation et commentaires textuels), Le Vieux Sage et l'Enfant, Paris, éd. Albin Michel, 12 octobre 2005, 157 p., 32 cm (ISBN 2-226-14906-6, BNF 40229789)

- Cyrille Javary et Alain Wang, La Chine nouvelle : être riche est glorieux, Paris, éd. Larousse, coll. « Petite encyclopédie Larousse », 19 avril 2006, 128 p., 19 cm (ISBN 2-03-575197-7, BNF 40213263)
  - Cyrille Javary et Alain Wang, La Chine nouvelle : être riche et [sic] glorieux, Paris, éd. Larousse, coll. « Petite encyclopédie Larousse », 21 mars 2012, 2e éd., 127 p., 19 cm (ISBN 978-2-03-587422-1, BNF 42761302)

- 100 mots pour comprendre les Chinois, Paris, éd. Albin Michel, 13 février 2008, 344 p., 21 cm (ISBN 978-2-226-18079-7, BNF 41220426)

- L'Esprit des nombres écrits en chinois : symbolique, emblématique, Montélimar, éd. Signatura, octobre 2008, 297 p., 24 cm (ISBN 978-2-915369-11-3, BNF 43518831)

- Les Trois Sagesses chinoises : taoïsme, confucianisme, bouddhisme, Paris, éd. Albin Michel, 2 juin 2010, 247 p., 23 cm (ISBN 978-2-226-20754-8, BNF 42212682)
  - Les Trois Sagesses chinoises : taoïsme, confucianisme, bouddhisme, Paris, éd. Albin Michel, coll. « Spiritualités vivantes » (no 269), 29 août 2012, 243 p., 18 cm (ISBN 978-2-226-24198-6, BNF 42739274)

- La Souplesse du dragon : Les Fondamentaux de la culture chinoise (préf. Ivan P. Kamenarovic), Pari s, éd. Albin Michel, 29 janvier 2014, 314 p., 23 cm (ISBN 978-2-226-25389-7)
  - La Souplesse du dragon : Les Fondamentaux de la culture chinoise (préf. Ivan P. Kamenarovic), Paris, éd. Albin Michel, coll. « Esprit Libre », 29 mars 2017, 320 p., 23 cm (ISBN 978-2-226-32685-0)

- Yin Yang : La dynamique du monde, Paris, éd. Albin Michel, coll. « Spiritualités », 18 avril 2018, 208 p., 23 cm (ISBN 978-2-226-43546-0)

### Œuvres collectives
- Alain Houziaux (directeur et coauteur), Claude Geffré, Cyrille J.-D. Javary et Mehrézia Labidi-Maïzia, Y a-t-il quelque chose après la mort ?, Paris, Éditions de l'Atelier, coll. « Questions de vie », 14 septembre 2004, 111 p., 20 cm (ISBN 2-7082-3767-5, BNF 39248893)
- Alain Houzaux (directeur et coauteur), Yves Dulac, Ahmed Eleuch et Cyrille J.-D. Javary, Les esprits, est-ce que ça existe ?, Paris, Éditions de l'Atelier, coll. « Questions de vie », 20 janvier 2005, 117 p., 20 cm (ISBN 2-7082-3788-8, BNF 39907461)
- Tan Xiaochu, Li Dianzhong, Dong Liang et Cyrille Javary, Le Yi Jing en dessins, Paris, [Librairie You Feng, 1992, 257 p. Il est rare qu'une bande dessinée fasse l'objet de commentaires universitaires ; celle-ci a des caractéristiques aussi amusantes qu'instructives. La traduction parfois imparfaite par Dong Liang et par Cyrille Javary relève néanmoins parfois de la gageure[5].  .
- Cyrille Javary a également rédigé la préface de l'ouvrage de Didier Goutman, Le Yi Jing, Eyrolles, 2016,  (ISBN 978-2-212-56456-3)[6].

## Émissions radiophoniques
- Les Racines du ciel, émission de Frédéric Lenoir et Leili Anvar, diffusée le 26 février 2012 sur France Culture, sur le thème « Le Yi-Jing, une sagesse chinoise »[7].
- Les Racines du ciel, émission de Frédéric Lenoir et Leili Anvar, diffusée le 2 février 2014 sur France Culture, sur le thème « La spiritualité chinoise », en relation avec la publication en janvier 2014 de son dernier essai, La Souplesse du dragon[8].

## Source
- Fiche biographique dans Le Point n°1945-1946 du 24-31 décembre 2009.